# Myotube
Un myotube (du grec myo muscle) est un syncytium pluri-nucléé formé par la fusion de plusieurs myoblastes lors de la myogenèse. Les myotubes se différencient ensuite en fibres musculaires sous l'infuence de MRF4, facteur de transcription spécifique du muscle. Au cours de cette différenciation, les myofibrilles s'organisent et s'agencent en sarcomère, le cytosquelette se réarrange, et les noyaux (provenant des myoblastes) se relocalisent à la périphérie, donnant une nouvelle architecture au syncitium. 